# Bellevue (Washington)
Bellevue é uma cidade localizada no Condado de King, no estado americano de Washington. Situada na região do lago Washington, já foi considerada um subúrbio ou cidade-satélite de Seattle, sendo atualmente categorizada como uma edge city ou uma boomburb'..
O centro da cidade passa por rápida mudança: é atualmente o segundo maior centro do estado de Washington, com mais de 35 mil trabalhadores e cinco mil residentes.

## História
Fundada em 1879, foi incorporada em 21 de março de 1953.

## Geografia
De acordo com o United States Census Bureau, a cidade tem uma área de 94,5 km², onde 82,8 km² estão cobertos por terra e 11,6 km² por água.

## Demografia
Segundo o censo nacional de 2010, a sua população é de 122 363 habitantes e sua densidade populacional é de 1 477,78 hab/km². É a quinta cidade mais populosa de Washington. Possui 55 551 residências, que resulta em uma densidade de 670,89 residências/km².

## Economia
Dada sua proximidade a Redmond, sede da Microsoft, e o acesso rodoviário direto à Seattle pela Interstate 90 e pela State Route 520, Bellevue abriga diversas empresas de pequeno e grande porte, o que inclui diversos negócios de tecnologia começados na década de 1990. A cidade possui três grandes centros comerciais fora Bellevue Square: Factoria Mall ao sul, Crossroads Mall a leste e Overlake Shopping District ao norte.